# Puig de Solana Carnissera
El Puig de Solana Carnissera és una muntanya de 2.878 metres d'altitud del terme comunal d'Angostrina i Vilanova de les Escaldes, pertanyent a la comarca de l'Alta Cerdanya, de la Catalunya del Nord.
Aquest cim es troba a prop al sud del cim del Carlit i del Coll dels Andorrans i al nord-est del Puig Oriental de Coll Roig.
La ruta habitual per ascendir-hi coincideix amb les rutes que pugen al Carlit pel costat sud.